# Знание (посёлок)
Знание — поселок в Новобурасском муниципальном образовании Новобурасского района Саратовской области.

## География
Находится на расстоянии примерно 6 километров на север от районного центра поселка Новые Бурасы.

## Население
Население составляло 169 человек по переписи 2002 года (русские 89 %), 150 по переписи 2010 года.